# Peter Mmusi
Pour les articles homonymes, voir Mmusi.
Peter Simako Otlaadisang Mmusi, né le 29 mai 1929 à Mmankgodi et mort le 1er octobre 1994 dans la capitale Gaborone, est un homme politique botswanais, vice-président de 1983 à 1992, sous la présidence de Quett Masire.

## Biographie
Peter Mmusi naît le 29 mai 1929 à Mmankgodi, alors dans la protectorat du Bechuanaland. Il est élu au parlement après les élections de 1979 (en), représentant la circonscription de Gaborone, plus tard divisée en Gaborone North (Gaborone Nord) et Gaborone South (Gaborone Sud) à l'issue du recensement de 1981. Pendant le bref quatrième mandat de Seretse Khama et, après sa mort, pendant la première moitié de la présidence de Quett Masire, il est ministre des Travaux publics et des Communications (en) de 1979 à 1981. La même année, il est nommé ministre des Finances et du Développement (en), poste qu'il occupe jusqu'en 1992. Après le décès de Lenyeletse Seretse, Mmusi devient vice-président du pays le 3 janvier 1983. À la fin des élections générales de 1984 (en), il est réélu de justesse dans la nouvelle circonscription de Gaborone South, devançant de 120 voix seulement Kenneth Koma, président du Front national du Botswana, le principal parti d'opposition. Quelques jours après l'élection, la découverte d'une urne non ouverte dans le bureau de vote de Tshiamo déclenche un scandale qui aboutit à l'annulation de l'élection dans Gaborone South et à la convocation d'une élection partielle après que Koma ait porté l'affaire en cour. Lors de de la partielle, qui s'est tenue au début de l'année 1985, Mmusi est battu par Koma, avec une avance de plus de 700 voix.
Malgré sa défaite, Mmusi est investi dans la 5e législature en tant que membre désigné, en remplacement de Gaotlhaetse Matlhabaphiri, et il conservce donc à la fois la vice-présidence et son poste ministériel. Aux élections générales de 1989 (en), il remporte le siège dans la circonscription de Kweneng South et est conséquemment nommé ministre du Gouvernement local et des Terres (en). Au début de 1992, Mmusi est impliqué dans un nouveau scandale national après qu'une commission présidentielle l'ait identifié comme ayant participé à des transactions foncières illégales en dehors de Gaborone depuis son poste ministériel. Le 3 mars de la même année, il démissionne de ses fonctions ministérielles et vice-présidentielles et est remplacé par Festus Mogae. Il conserve son poste de vice-président du Parti démocratique du Botswana et son siège parlementaire, qu'il cherche à conserver lors des élections générales de 1994 (en). Il meurt cependant à l'âge de 65 ans, deux semaines avant les élections.
Il s'est marié en 1958 avec la professeure Louis Ludo, avec qui il a eu trois fils, Lesedi, Kabelo et Kagiso, et trois filles, Gorata, Pinkie et Cathy. Son plus jeune fils, Kagiso Mmusi, né en 1970, est élu dans la circonscription de Gabane-Mmankgodi après les élections générales de 2019, et est devenu ministre de la Défense (en).